# Lazar Seferović
Lazar Seferović (Zelenika, 1936.), crnogorski povjesničar umjetnosti i turistički djelatnik

## Životopis
Rođen je 1936. u Zelenici kraj Herceg Novog. Nakon srednje glazbene škole upisao je studij povijesti umjetnosti i talijanskog jezika na Filozofskom fakultetu u Zagrebu. Djelatan je u Turističkom savezu Herceg Novog, Boke kotorske i Crne Gore. U kurikulu piše kako je bio «član Festivalskog savjeta Dubrovačkih ljetnih igara i Cetinskog bijenala». Dobitnik je «Oktobarske nagrade Herceg Novog 1983. godine i Zlatne povelje za životno djelo u kulturi i turizmu 2001 godine». Autor je knjiga: «Umjetničko blago Herceg-Novog» (1984. i 1987.); «Herceg-Novi – 22 sage o kulturnom blagu» (2006.) i «Od sveca i pape do pop i rock zvijezda – znameniti Novljani u svijetu» (2010.), te suautor Bokeška priča u 155. slika o mladosti Sv. Leopolda iz Herceg Novog. San mladog Bogdana Mandića (2011.).